# Joan Carol Opaliński
Joan Carol Opalinski (en polonès Jana Karola Opalińskiego) va néixer a Poznań (Polònia) el 10 de gener de 1642 i va morir a la mateixa ciutat polonesa el 26 de març de 1695. Era un noble polonès fill de Cristòfol Opalinski (1609-1655) i de Teresa Constança Czarnkowska (1615-1660).

## Matrimoni i fills
El 4 de desembre de 1678 es va casar a Poznań amb Sofia Anna Czarnkowska (1660-1701), filla d'Adam Uriel Czarnkowski (1638-1675) i de Teresa Zaleska (1640-1669). El matrimoni va tenir quatre fills:
- Maria, nascuda i morta el 1679.
- Caterina (1680-1743), casada amb el qui seria rei de Polònia Estanislau Lesczynski (1677-1766).
- Un fill nascut mort el 1681.
- Estanislau, nascut i mort el 1682.